# Lai d'Aristote

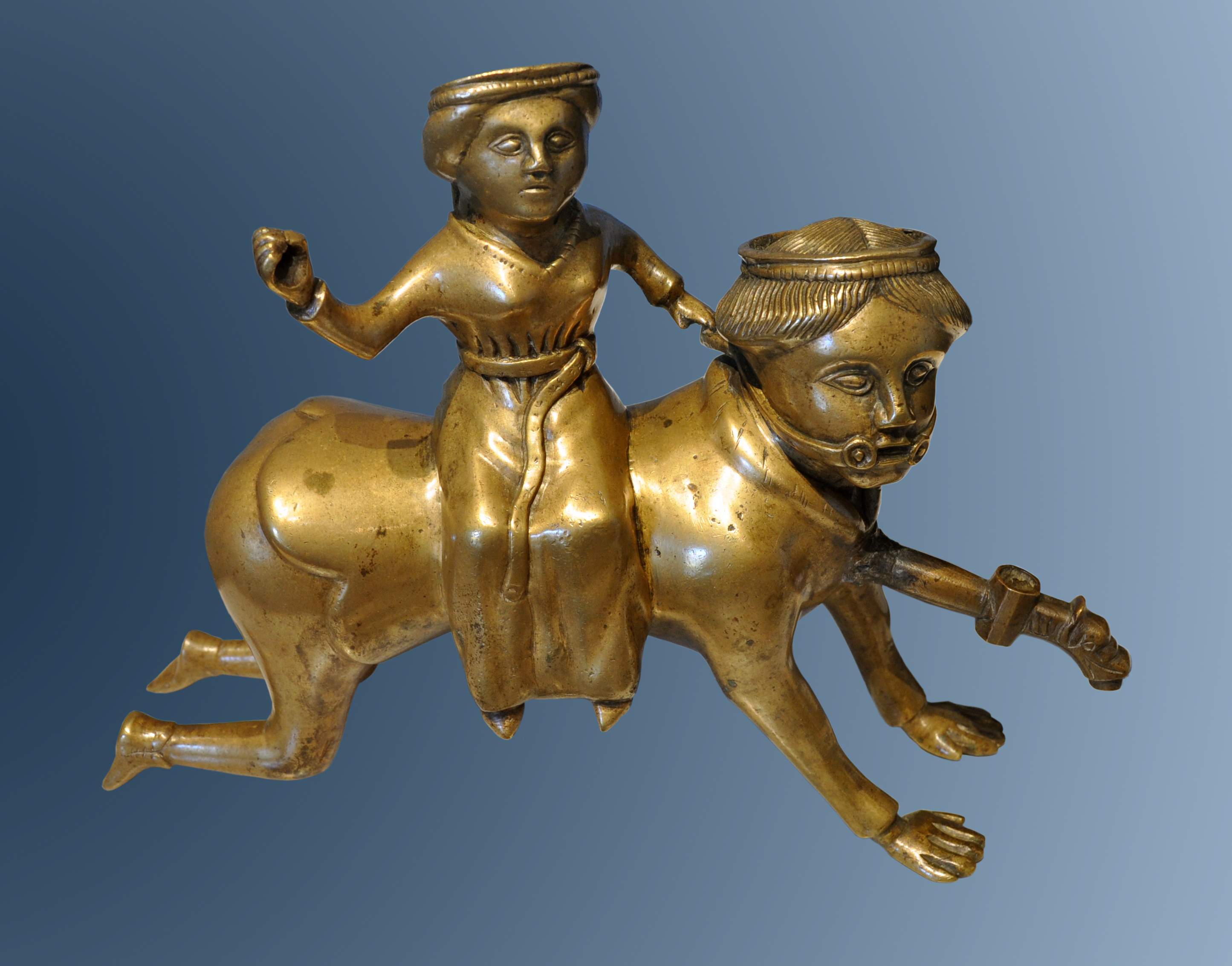
Lai d'Aristote, aquamanile, Musées royaux d'Art et d'Histoire, Bruxelles.

Le Lai d'Aristote est un lai courtois, sous forme de fabliau, connu par six manuscrits des XIIIe et XIVe siècles et dont la version la plus ancienne daterait de 1220. Il est attribué au poète normand Henri d'Andeli ou, depuis 2004, à Henri de Valenciennes.

## Thème du poème
Alexandre le Grand a arrêté ses conquêtes car il est tombé amoureux d'une charmante jeune Indienne ; cela mécontente ses officiers qui n'osent cependant s'en ouvrir à lui. C'est Aristote, son tuteur, qui le sermonne et lui rappelle ses devoirs politiques.
La jeune femme délaissée n'hésite pas à interpeler le roi et, apprenant l'intervention du philosophe, décide de s'en venger. Dès le lendemain, alors qu'il est plongé dans ses livres, elle attire son attention en se promenant dans le jardin  et en chantant sous sa fenêtre, cheveux dénoués, portant un simple bliaud entrouvert sur sa chemise, ce qui provoque le désir de l'homme. Elle accepte ses avances pour autant qu'il devienne sa monture et qu'elle puisse le chevaucher - ce qu'Aristote accepte.
Alexandre, qui avait été prévenu par la belle, les voit dans cette posture et éclate de rire. Aristote, honteux alors de sa folie et de la position où il se trouve, doit admettre humblement que le jeune roi est excusable de s'être laissé enflammer par l'amour, puisque lui-même, malgré son âge, n'a pu s'en défendre.
La morale de l'histoire est qu'il ne faut pas blâmer les amants car Éros est le maitre de tous.

## Origine du poème
L'auteur affirme au début du poème qu'il a emprunté, et non inventé, le thème ; divers linguistes se sont interrogés quant à l'origine de l'histoire.

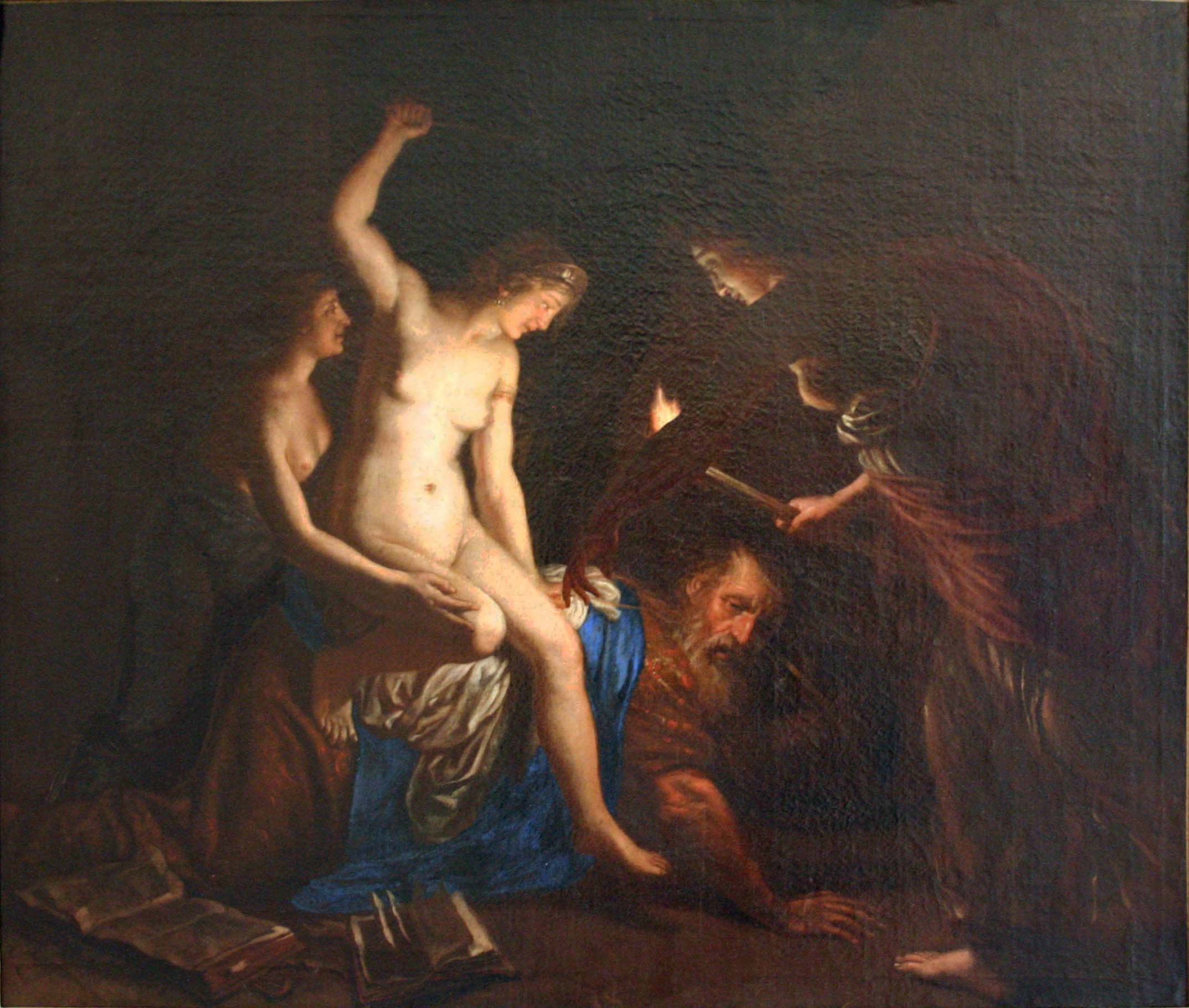
Aristote et Campaspe, attribué à Alessandro Turchi (ca. 1690). Huile sur toile, musée Fabre, Montpellier.

Maurice Delbouille, qui a analysé cinq des six manuscrits, considère que le poème constitue l'adaptation dans un esprit clérical d'un conte oriental antérieur.
Delbouille relève en effet des similitudes flagrantes dans un conte d'Al-Jahiz qui remonte au IXe siècle et qui se serait transmis par tradition orale comme d'autres l'ont été. Le conte arabe du Vizir sellé et bridé reprend le même thème.
L'histoire d'Aristote, d'Alexandre et de la jeune femme se retrouve aussi au XIIIe siècle dans un exemplum utilisé par Jacques de Vitry dans ses Sermones vulgares et repris par d'autres prédicateurs comme Étienne de Bourbon. Le style et le ton sont cependant fort différents : il ne s'agit plus d'une jeune Indienne qui ose interroger le roi et décide sur le champ de ce qu'elle fera avec Aristote, mais d'un drame conjugal où une reine fait enquêter pour comprendre l'éloignement de son roi, puis réfléchit longuement quant à ce qu'elle doit faire.
Des manuscrits du XIIIe siècle – dont le plus ancien du tout début du siècle, qui avait servi en 1695 à colmater les fuites des tuyaux de l'orgue du couvent de Benediktbeuren et ne fut retrouvé qu'en 1964-1965 lors de la restauration de l'instrument – utilisent également le thème mais avec des différences notables.
| Lai d'Aristote - français | Aristote et Phyllis - allemand |
| --- | --- |
| Alexandre est un roi victorieux qui a atteint l'Inde.                                                                           | Alexandre est un tout jeune homme à la cour du roi et de la reine, ses parents.                                                                                     |
| La jeune femme est simplement nommée comme « l'Indienne ».                                                                      | La jeune femme s'appelle Phyllis, est de noble naissance, et vit dans l'entourage de la reine.                                                                      |
| Alexandre, négligeant ses devoirs de chef d'état et d'armée, se fait sermonner par Aristote.                                    | Alexandre, ne se concentrant plus sur ses leçons, se voit séparé de son amante sur ordre du roi à la demande d'Aristote dont les remontrances n'ont pas eu d'effet. |
| La jeune femme veut se venger du philosophe.                                                                                    | La jeune femme veut se venger du philosophe. |
| Aristote promet à la belle, en échange de ses faveurs, d'intercéder pour elle auprès d'Alexandre.                               | Aristote invite la belle à passer la nuit avec lui pour de l'argent.                                                                                                |
| La scène de séduction se passe dans un jardin.                                                                                  | La scène de séduction se passe dans un jardin. |
| La promenade à dos d'Aristote se déroule sous les yeux d'Alexandre qui en rit.                                                  | La promenade à dos d'Aristote se déroule sous les yeux de la reine et de ses suivantes et Phyllis injurie Aristote.                                                 |
| Aristote reconnait devant Alexandre que celui-ci est excusable : « Amour vainc tot, & tot vaincra / tant com li monde durera ». | Aristote s'enfuit dans un pays lointain où il médite sur le caractère pernicieux de la rouerie féminine.                                                            |

## Personnages
Si toutes les versions européennes de l'histoire utilisent les noms d'Aristote et Alexandre - alors qu'ils n'apparaissent dans aucun des contes indiens ou arabes qui sont probablement à la source -, il en va différemment pour la jeune femme qui domine Aristote. Elle n'est pas prénommée mais simplement citée comme « l'Indienne » dans le Lai (comme dans la transcription du poème par Pierre Jean-Baptiste Legrand d'Aussy), alors qu'elle est appelée « Fillis » ou « Phyllis » dans les manuscrits allemands. Elle porte généralement ce dernier prénom dans les autres utilisations de l'anecdote de l'« Aristote chevauché » - un prénom qui est apparu dans la mythologie grecque pour désigner une princesse délaissée, puis a été utilisé dans la littérature pastorale par Virgile et Ovide - mais on trouve aussi les prénoms Campaspe, Candaci, Orsina, Viola, Regina, Rosa, Orphale, Briséis.

## Interprétation de l'histoire
L'histoire d'Aristote transformé en monture est tellement connue au XIIIe siècle qu'elle est simplement citée (sans développement du sujet) dans l'encyclopédie en trois volumes Li livres dou trésor de Brunetto Latini, rédigé après 1260, où elle fait l'objet d'une note marginale et de deux miniatures dont l'importance contraste avec la simple initiale du début du manuscrit. Elle fait aussi l'objet d'une simple citation dans la longue liste d'hommes dominés par des femmes de la Confessio Amantis de John Gower (rédigé vers 1386) :
I syh there Aristotle also,

Whom that the queene of Grece so

Hath bridled, that in thilke time

Sche made him such a Silogime,

That he foryat al his logique;

Ther was non art of his Practique,

Thurgh which it mihte ben excluded

That he ne was fully concluded

To love, and dede his obeissance.
L'« Aristote chevauché » est devenu, au fil du temps, un topos donnant lieu à de multiples interprétations : pouvoir de la femme, pouvoir de l'amour, faillibilité de l'homme sage, conflit entre les valeurs religieuses et laïques, exprimant aussi la fascination et le scepticisme quant à la puissance de l'intellect. Aristote peut représenter l'homme universel, qui perd sa sagesse devant une belle femme, ou le professeur fou, voué à s'engager dans un comportement opposé à son enseignement, ou encore l'amant courtois contraint par la nature et l'amour à se rendre.
Si l'auteur du Lai centre l'histoire sur la primauté de l'amour, Matheolus accorde plus d'importance à Aristote dans son œuvre antiféministe Lamentationes : la chute d'Aristote ne démontre pas la faillibilité de tous les hommes, mais plutôt la confusion qui surgit chez les philosophes aristotéliciens lorsque le désir sexuel bouleverse leur monde particulier ; ce clerc souligne que ceux qui privilégient la contemplation intellectuelle comme la meilleure éthique de vie et comme la voie vers la vérité entre les choses divines et humaines sont particulièrement sensibles à une telle confusion. Jean le Fèvre de Ressons, traducteur de son contemporain Matheolus en français courant, réagit à cette vision antiféministe en rédigeant le Livre de leesce où il utilise l'histoire d'Aristote et Phyllis pour défendre les femmes. Notant que les meilleures sources qui existent pour montrer la résistance féminine ont été écrites par des hommes et citant notamment le Fèvre, Sandy Bardsley estime que le succès de l'histoire pourrait découler de ce que les femmes s'identifièrent silencieusement à Phyllis, femme dominant l'homme, ce qui n'était pas socialement accepté.
La position de Phyllis, chevauchant Aristote en prélude à l'acte d'amour qu'il espère, n'est en effet pas sans rappeler l'acte sexuel dit equus eroticus, acte contre nature selon les Pères de l'Église, faisant partie du péché de luxure et qui, de plus, était considéré depuis Avicenne comme susceptible d'empêcher la fécondation. L'acte, pourtant, fut toujours pratiqué puisque les pénitentiels le citent. Si le code d'amour courtois place symboliquement la dame au-dessus de son amant, la femme n'est citée dans cette position que comme fourbe, adultère ou prostituée dans les farces et fabliaux, et les artistes du XIIe siècle n'ont représenté l' equus eroticus que pour illustrer négativement, comme dans le Décret de Gratien, adultère ou fornication.
Pour Vitry - qui se réfère à l'Ecclésiaste (Eccles. 19:3) et à une lettre de Saint Paul - et les prédicateurs qui l'ont suivi, l'anecdote d'« Aristote chevauché » constitue une mise en garde contre le pouvoir de la femme sur l'homme, la puissance du désir sexuel ayant un effet débilitant et humiliant.
Certains, depuis, qui abordent le thème sous l'aspect antiféministe et anticlérical, considèrent que l'« Aristote chevauché » est une satire, la femme étant au Moyen Âge soit vouée à l'anathème soit portée au pinacle. D'autres pensent que le Lai est une sorte de pamphlet d'inspiration chrétienne, Henri d'Andeli, si tant est qu'il en fut l'auteur, faisant partie de ceux qui défendaient comme Philippe le Chancelier, au sein de l'Université, la philosophie contre la théologie.

## Illustrations graphiques et plastiques
Le thème du Lai d'Aristote fut abondamment utilisé dans les arts.
L'image de l'Aristote chevauché n'apparait que dans la seconde moitié du XIIe siècle, résumant à elle seule toute l'anecdote, et d'abord dans des enluminures ; on la trouve dans l'Estoire dou Graal de Robert de Boron (conservé à la Bibliothèque nationale de Paris) et dans un psautier d'Arras (conservé à la Bibliothèque municipale). On la retrouve ensuite dans l'art religieux pour la décoration de stalles ( à Rouen, Dordrecht, Aarschot, Oviedo, Tolède, Zamora, etc.), de chapiteau (comme à l'église Saint-Pierre de Caen), de bas-relief (cathédrale Saint-Jean de Lyon), de pilastre (chapelle épiscopale de Gaillon).

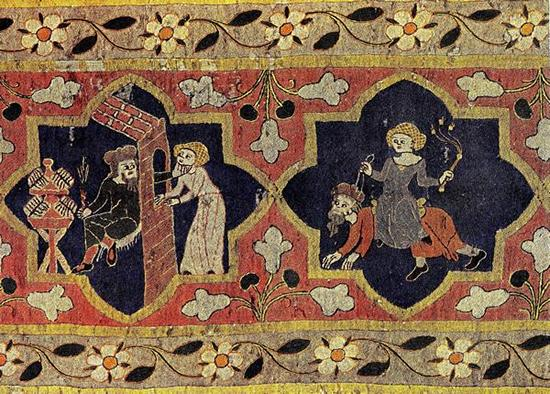
XIVe siècle
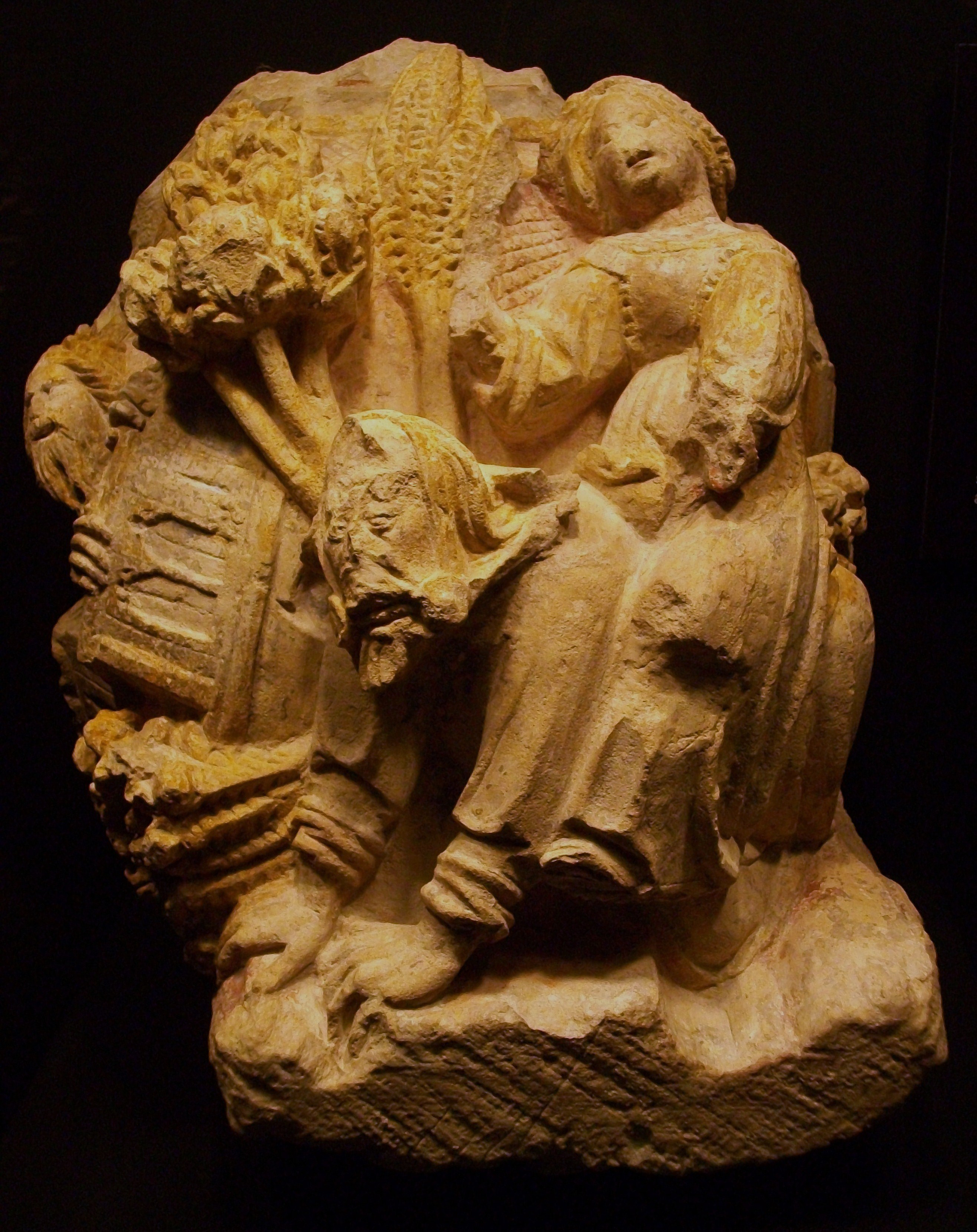
XIVe siècle, sculpture sur pierre calcaire (Musée d'Histoire de Valence)
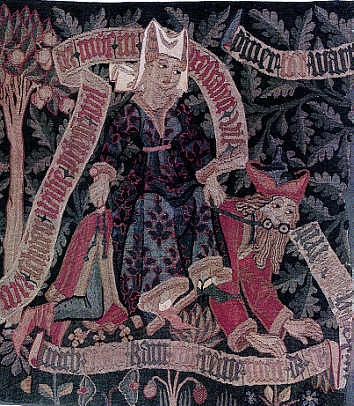
XVe siècle
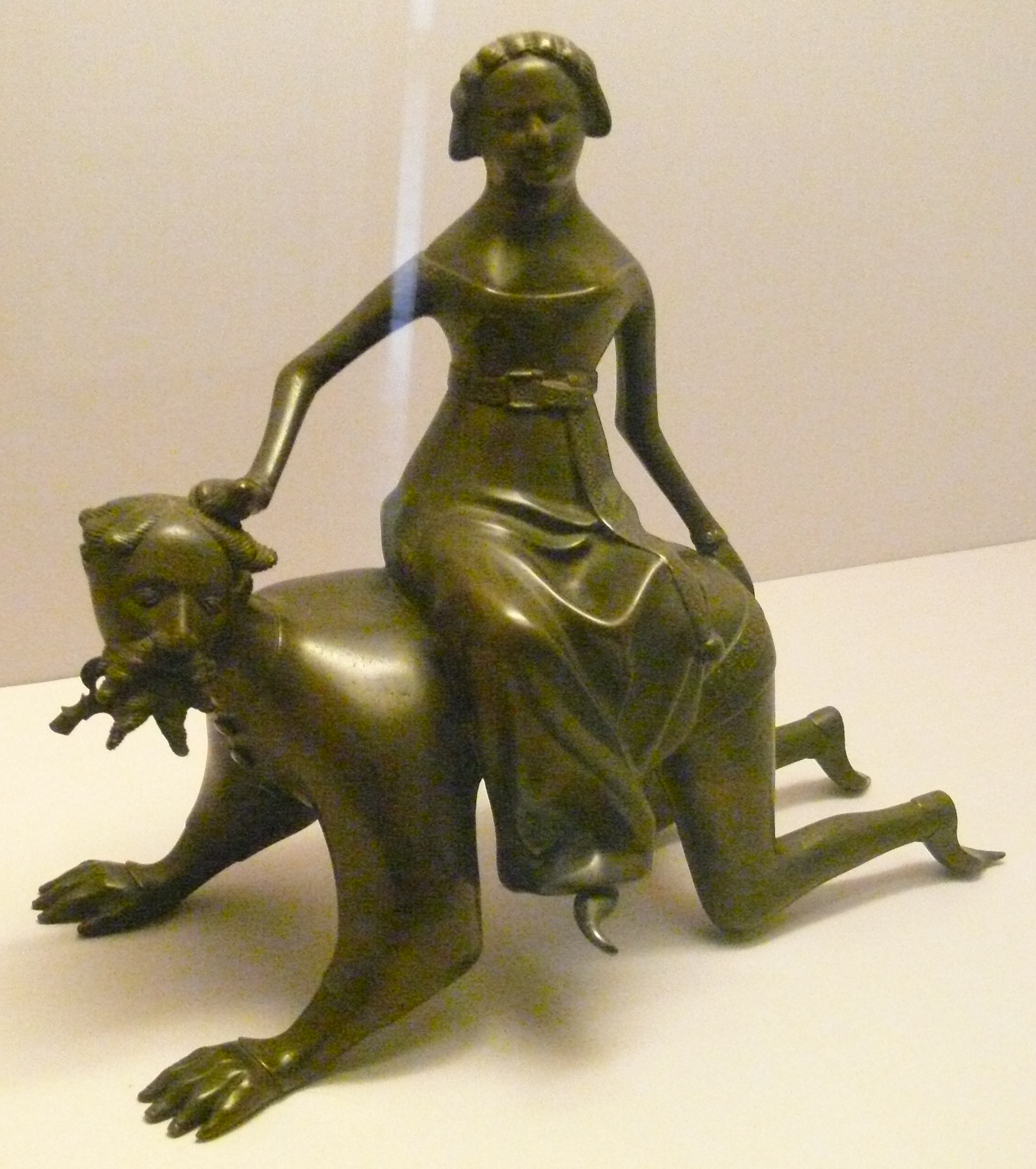
XVe siècle

Elle passe ensuite au domaine profane, décorant des objets comme des poteries, des plateaux d'accouchée, des tapisseries (Tenture des Amours de Gombault et Macée, conservée au musée de Saint-Lô), des aquamaniles et des coffrets qui présentent souvent côte à côte la scène d'Aristote enseignant à Alexandre et celle d'Aristote chevauché par une jeune femme sous les yeux du roi comme ceux que l'on peut admirer au Metropolitan Museum of Art, au Walters Art Museum ou le Musée d'Histoire de Valence.

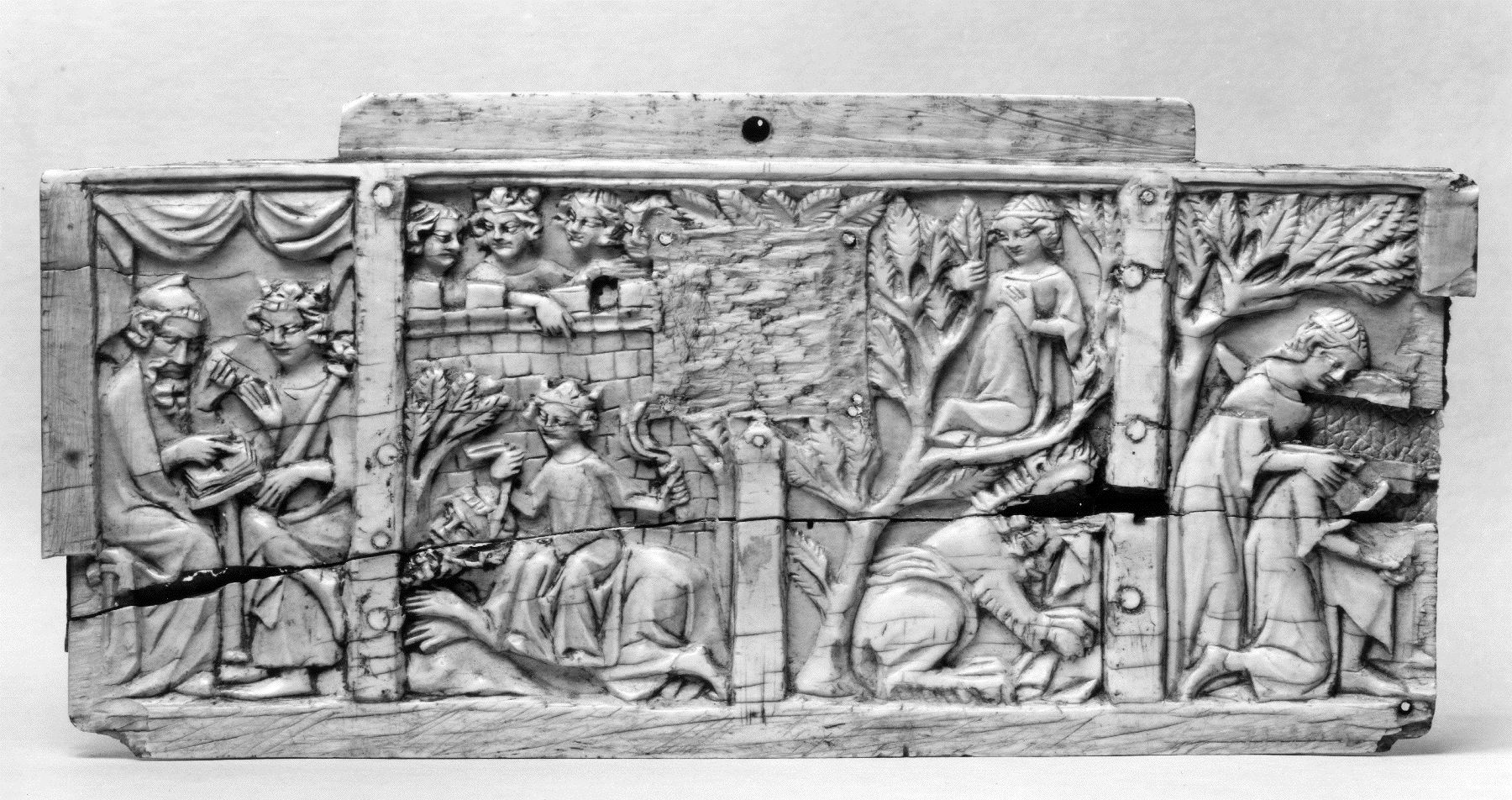
Ivoire, entre 1330 et 1350, Walters Art Museum
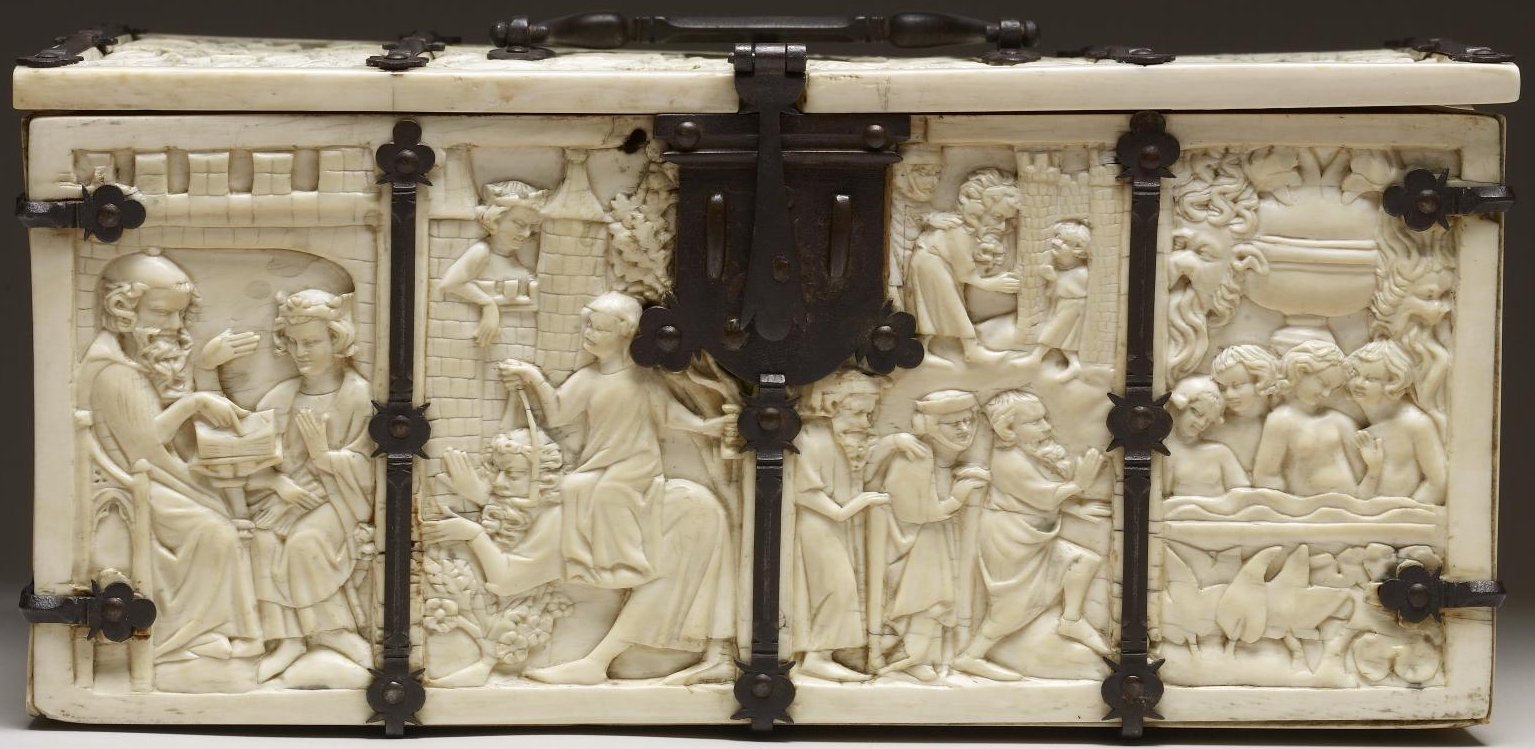
Ivoire, entre 1330 et 1350, Walters Art Museum

Dans le domaine du dessin et de la gravure, l'Aristote chevauché a été traité par le Maître du Livre de Raison et Lucas van Leyden et, à deux reprises par Hans Baldung - les protagonistes étant la première fois vêtus et la seconde quasiment nus.

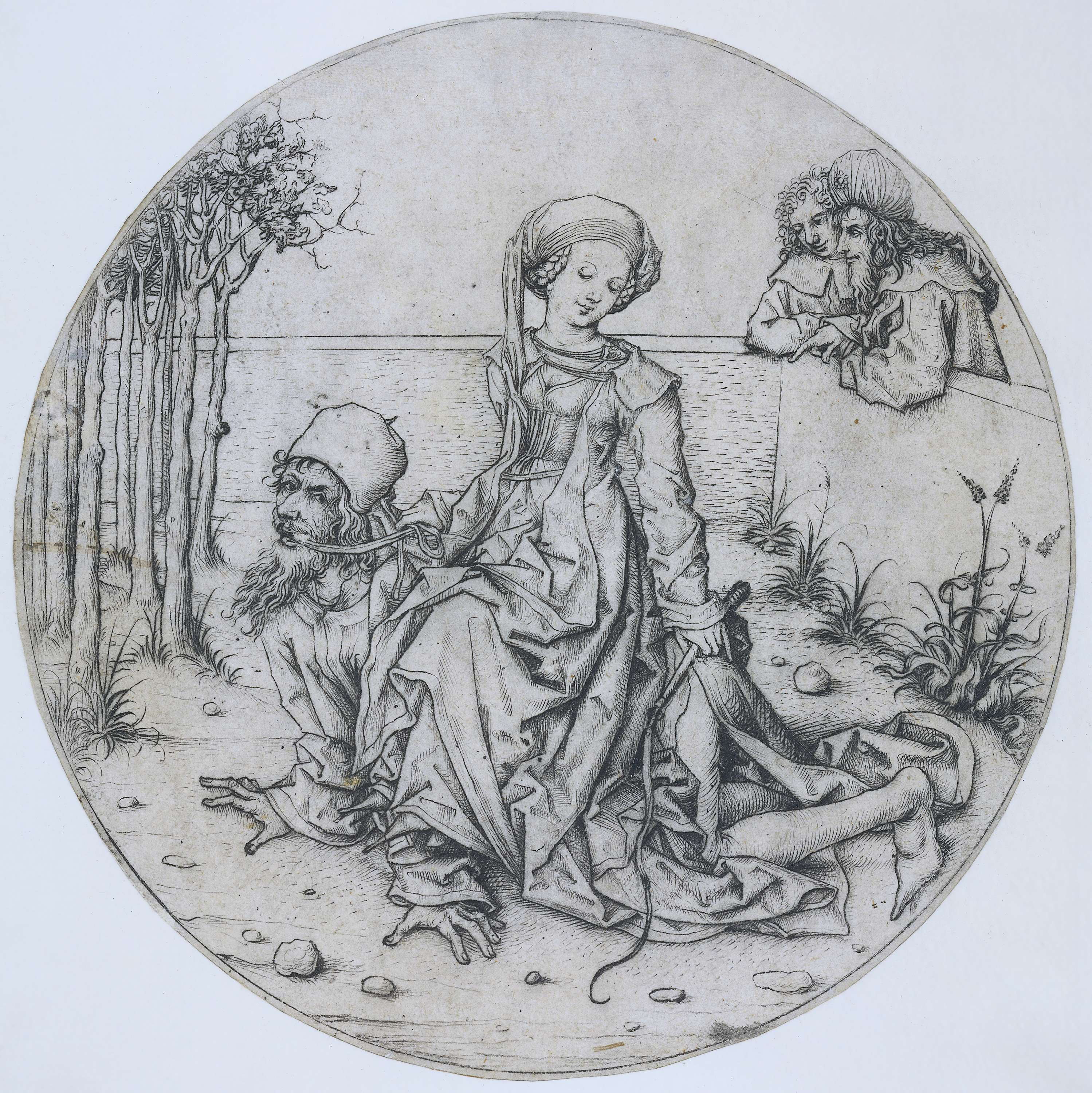
Maitre du livre de Raison, vers 1485
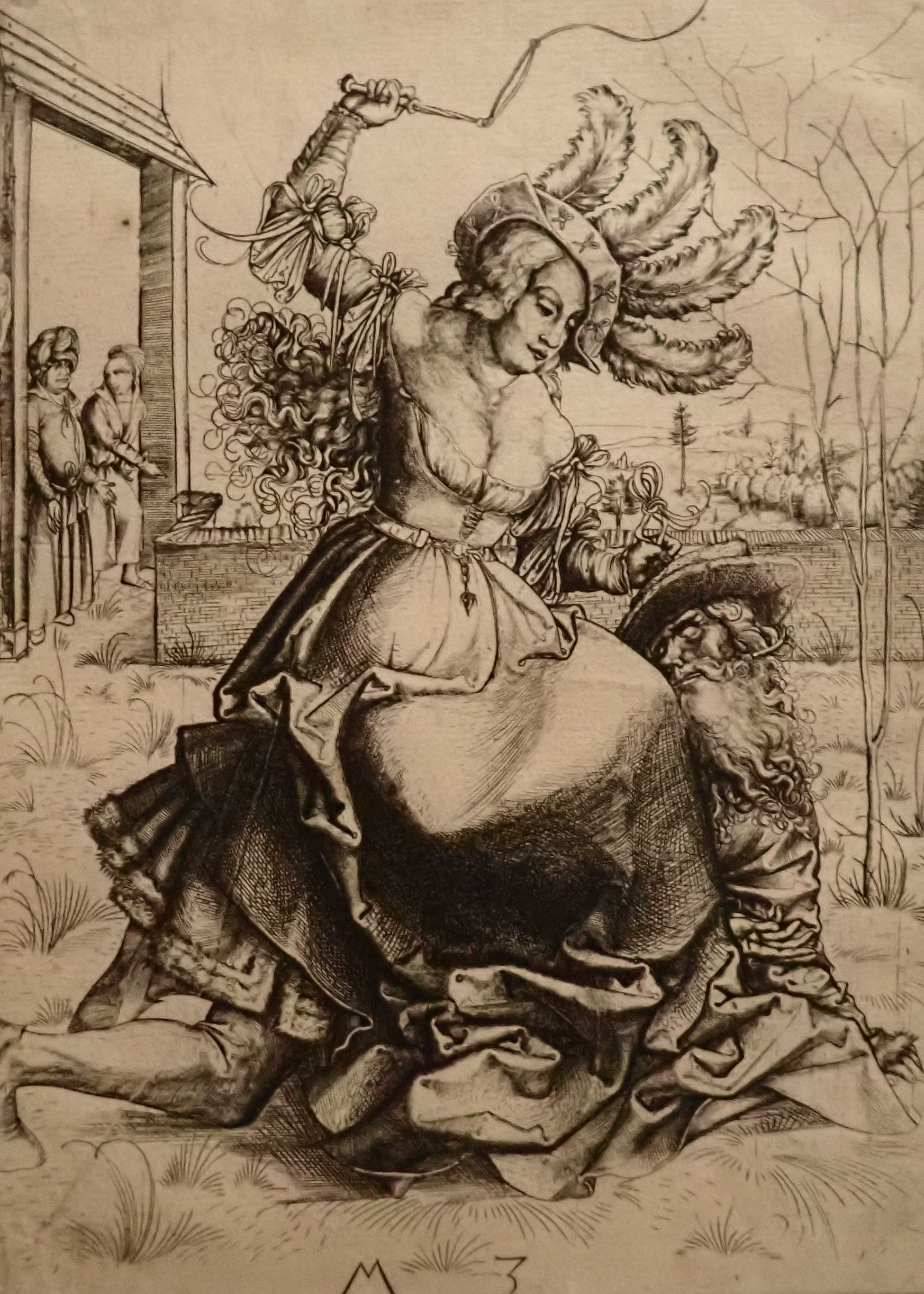
Maitre M.Z, vers 1500
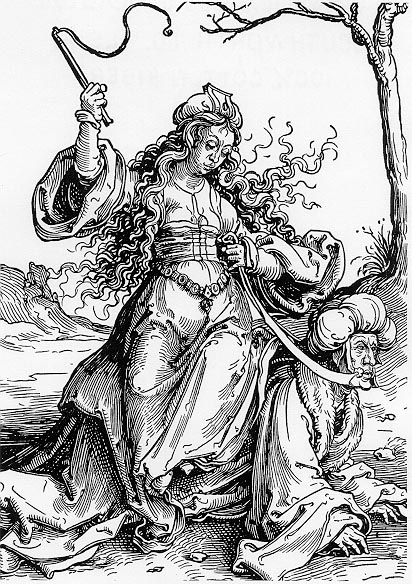
Lucas van Leyden, 1513-14
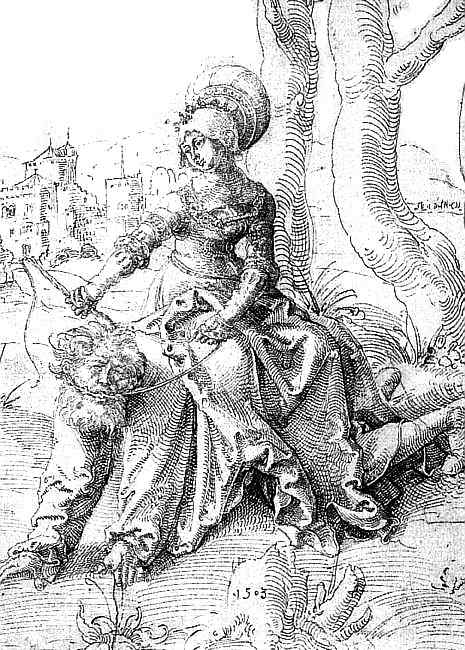
Baldung - version habillée, 1503
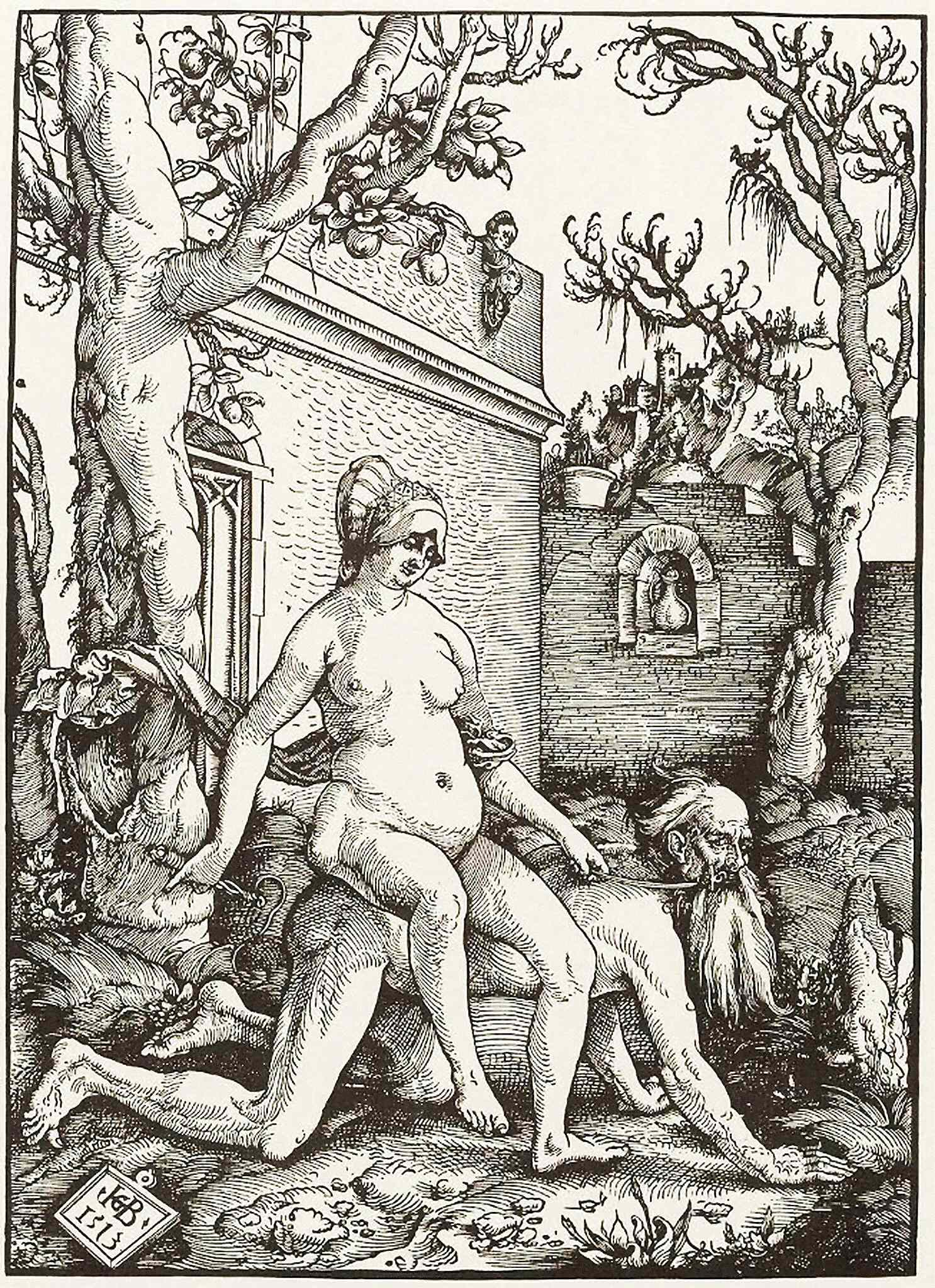
Baldung - version dénudée, 1513.

## Postérité littéraire
En littérature, l'aventure d'Aristote intervient à la fin du XIIIe siècle dans le dixième livre de Alexandreis de Ulrich von Eschenbach, au XIVe siècle dans Le Livre de Mathéolus de Jean le Fèvre de Ressons-sur-Matz et dans Weltkronik  de Heinz Sentlinger, au XVe siècle dans un manuscrit anonyme et dans Historia de Eurialo et Lucretia se amantibus de Æneas Silvius Piccolomini plus connu sous son nom de pape, Pie II.
Au XVIe siècle, elle est utilisée dans une comédie de Hans Sachs.
Au XVIIIe siècle, le Lai d'Aristote a été repris par Barthélemy Imbert ; il a inspiré Pierre-Yves Barré et Pierre-Antoine-Augustin de Piis pour leur vaudeville Aristote amoureux ou le Philosophe bridé comme Jean-François Marmontel pour son Philosophe soi-disant.
Au XIXe siècle, ce sont Paul Arène et Alphonse Daudet qui en gardent la trame pour leur opéra-comique Le Char et monter sur le dos d'Aristote devient un jeu de société sous la plume de Barthélemy Prosper Enfantin.

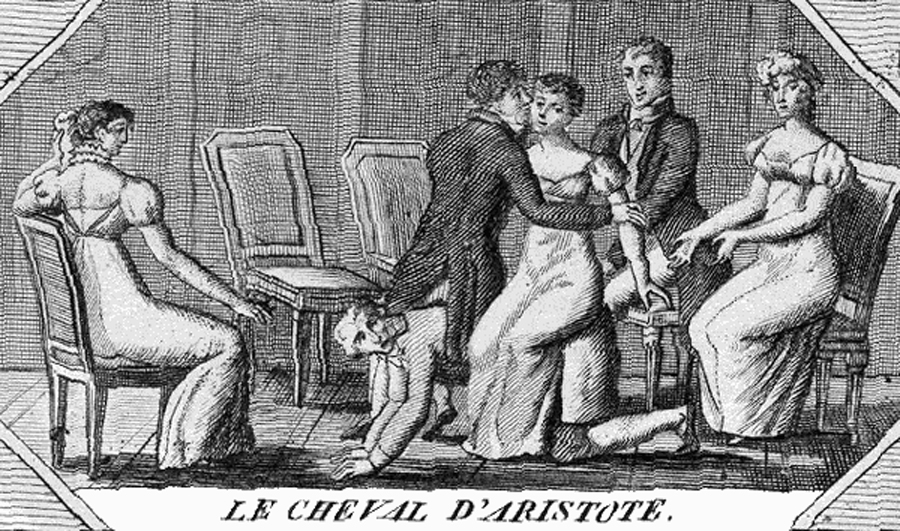
Illustration du jeu « Le cheval d'Aristote »

## Le jeu de la selle chevalière
Le Grand dictionnaire universel du XIXe siècle cite d'ailleurs ce jeu à l'entrée « Aristote (faire le cheval d') » : « expression usitée, dans certains jeux de société, pour désigner une pénitence qui consiste à prendre la posture d'un cheval, afin de recevoir sur son dos une dame qu'on doit promener dans le cercle, où elle est embrassée par chaque joueur ». Cette pénitence aurait fait allusion à la peine infamante, nommée « hachée » ou « harmiscara », imposée de l'époque carolingienne au XIIIe siècle aux chevaliers et qui consistait à porter une selle (la « selle chevalière ») sur leur dos pendant un temps et sur un parcours déterminé avant de s'agenouiller devant la personne offensée et de la prier d'enfourcher le suppliant comme on enfourche un cheval. Maurice Delbouille écarte cependant tout rapport entre la peine infligée à Aristote dans le Lai et celle de la selle chevalière en raison de l'antériorité de la version arabe de l'anecdote sur la plus ancienne version française.

## Publications
Le Lai fut publié par Étienne Barbazan dans ses Fabliaux et contes français des XIIe, XIIIe, XIVe et XVe siècles, Paris, 1756, puis reproduit par Dominique Martin Méon en 1808.
Pierre Jean-Baptiste Legrand d'Aussy lui consacre un  chapitre dans son ouvrage Fabliaux ou contes, fables et romans du XIIe et du XIIIe siècle.
Alexandre Héron en a fait la publication et l'étude dans Henri d’Andeli, Le Lai d’Aristote (Rouen, Léon Gy) en 1901, en ligne sur Gallica.
Maurice Delbouille l'édite et l'analyse dans Le Lai d'Aristote de Henri d'Andeli à la Société d'Édition « Les belles Lettres », Paris, en 1951.
Le Lai, publié avec traduction anglaise, introduction, et commentaire par Leslie C. Brook et Glyn S. Burgess en 2011.

### Sources
1. 1 2  Jeanne Wathelet-Willem, « Henri d'Andeli. Le lai d'Aristote, publié d'après tous les manuscrits par Maurice Delbouille », dans Revue belge de philologie et d'histoire, année 1953, Vol. 31, n° 31-1, p. 84-87, en ligne.
2. ↑  François Zufferey, « Un problème de paternité: le cas d'Henri d'Andeli. II. Arguments linguistiques », Revue de linguistique romane, n° 68, 2004, p. 57-78 et « Henri de Valenciennes, auteur du Lai d'Aristote et de la Vie de saint Jean l'Évangéliste », dans Revue de linguistique romane, n° 69, 2004, p. 335-358.
3. ↑  La paternité de l'œuvre était toujours contestée en 2007 - lire Mihai Cristian Bratu, L'Émergence de l'auteur dans l'historiographie médiévale en prose en langue française, Ph.D., New York University, 2007, p. 103.
4. ↑  Le sixième, de Saint-Omer, lui étant inconnu - lire Monique Léonard, compte-rendu de « Henri d'Andeli, Les dits, Alain Corbellari, Paris, Champion, 2003, 240 p. », dans la revue d'histoire et de philologie Le Moyen Âge 3/2005, T. CXI, p. 641 à 715, en ligne.
5. ↑  H. Lemaitre, Th. van der Elst et R. Pagosse, La littérature française. I. Du Moyen Âge à l'âge baroque, Paris, 1970, p. 230
6. ↑  S.L. Smith, The power of women. A topos in Medieval art and literature, University of Pennsylvania Press, Philadelphie, 1995, p. 69.
7. ↑  Fabliaux Ou Contes Du XIIe Et Du XIIIe Siècle, Fables Et Roman Du XIIIe, traduits ou extraits d'après plusieurs Manuscrits du temps ; avec des Notes historiques & critiques, & les imitations qui ont été faites de ces contes depuis leur origine jusqu'à nos jours. Nouvelle Édition, augmentée d'une Dissertation sur les Troubadours, T. I, Eugène Onfroy, Paris, 1781, p. 214 à 231, en ligne.
8. ↑  Brigitte Roux, Mondes En Miniatures: L'iconographie Du Livre Du Tresor De Brunetto Latini, Droz, Genève, 2009, p. 90 et 91, 181 et 182.
9. ↑  (en) Jessica Rosenfeld, Ethics and Enjoyment in Late Medieval Poetry. Love After Aristotle, Cambridge University Press, 2011, p. 114 à 117.
10. ↑  (en) Sandy Bardsley, Women's Roles in the Middle Ages, Library of Congress Cataloging-in-publication Data, 2007,p. 179.
11. ↑  (en) John Thomas Jr. Noonan, Contraception. A history of his treatment by the Catholic theologians and canonists, Édition Enlarged, Cambridge, Mass., Belknap Press of harvard University Press, 1986, p. 239.
12. ↑  (en) Matthew Hodgart et Brian Connery, Satire. Origins and Principles, Transaction Publishers, New Brunswick, New Jersey, 2010, p. 94.
13. ↑  Marie-Paule Loicq-Berger, Aristote au miroir médiéval. Un imaginaire malicieux, FEC, Louvain-la-Neuve, n° 19, janvier-juin 2010, [2 en ligne].
14. ↑  Delbouille cite et approuve (en) G. Sarton, « Aristotle and Phyllis » dans Isis, T. XIV, 1930 p.  8 à 11. Il faut aussi noter que la doctrine aristotélicienne fut à plusieurs reprises interdite entre 1210 et 1228.
15. ↑  Voir (en) Lilian M.C. Randall, Images in the Margins of Gothic Manuscripts, Berkeley-Los Angeles, University of California Press, 1966.
16. ↑  Élaine C. Block, Frédéric Billiet et Sylvie Bethmont-Gallerand, Les stalles de la cathédrale de Rouen. Histoire et iconographie, Université de Rouen, 2003, p. 156
17. ↑  Œuvres. Publiées avec introduction, variantes, notes et glossaire par Alexandre Héron, Slatkine reprints, Genève, 1974, p. XXIV à XVIII
18. ↑  Photographie [www.metmuseum.org/toah/hd/anti/ho_17.190.173ab,1988.16.htm en ligne]
19. ↑  (es) « Fondos expuestos | Museu d'Història de València », sur mhv.valencia.es (consulté le 20 février 2018)
20. ↑  Jean Lefèvre, Le Livre de Mathéolus , Livre Ier, Bruxelles, 1846, v. 1101-1114.
21. ↑  M.F. Bonnardot, « Notice du manuscrit 189 de la Bibliothèque d'Épinal », dans le Bulletin de la Société des anciens textes français, 1876, n° 2 à 4, p. 64-162.
22. ↑  Barthélemy Imbert, Choix de fabliaux mis en vers, 1788, T. I, p. 157-170
23. ↑  Texte de la pièce en ligne
24. ↑  « Le cheval d'Aristote » dans Barthélemy Prosper Enfantin, Le Petit savant de société, ouvrage dédié à la jeunesse des deux sexes, contenant la manière de jouer tous les jeux innocens dont on s'amuse en société, et les pénitences qui s'y ordonnent, avec la manière de s'y conformer en les exécutant. Recueil extrait des manuscrits de M. Enfantin, et corrigé et augmenté par M. de Belair, 3e éd., T. IV, Caillot, Paris, circa 1810, 160 p.
25. ↑  Collectif, Dictionnaire étymologique, historique et anecdotique des proverbes et des locutions proverbiales de la langue française en rapport avec des proverbes et des locutions proverbiales des autres langues, Slatkine reprints, Genève, 1986, p. 72.
26. ↑  Étienne Alexandre Bardin et Oudinot de Reggio, Dictionnaire de l'armée de terre ou recherches historiques sur l'art et les usages militaires des anciens et des modernes, T. VII, Perrotin, Paris, 1841, p. 4353.
27. ↑  Gabriel Peignot, La selle chevalière, Techener, Paris, 1836, p. 3 et 4.
28. ↑  Maurice Delbouille,Le Lai d'Aristote de Henri d'Andeli publié d'après tous les manuscrits, Société d'Édition « Les belles Lettres », Paris, 1951, p. 56, note 3.
29. ↑  Pierre Jean-Baptiste Legrand d'Aussy, Fabliaux ou contes, fables et romans du XIIe et du XIIIe siècle, 3e éd., T. I, Jules Renouard, Paris, 1829, p. 273 à 286.

### Remarques
1. ↑  Ces sermons ont été rédigés entre 1229 et 1240 - lire Michel Lauwers, La mémoire des ancêtres. Le souci des morts. Morts, rites et société au Moyen Âge., Beauchesne, 1997, p. 27.
2. ↑  « J'y ai vu aussi Aristote que la reine de Grèce a bridé comme un cheval, de telle sorte qu'elle lui joua en ce temps un si mauvais tour qu'il en oublia toute sa logique. Aucune compétence dans l'apprentissage de sa pratique ne permettait d'exclure qu'il ne soit pleinement décidé à aimer, et à lui obéir. » Passage en anglais ancien cité dans Richard Brodie, John Gower's Confessio Amantis', 2005, , au chapitre Apollonius of Tyre, en ligne